# Ben Gazzara
Ben Gazzara (właśc. Biagio Anthony Gazzara; ur. 28 sierpnia 1930 w Nowym Jorku, zm. 3 lutego 2012 tamże) – amerykański aktor filmowy, teatralny i telewizyjny oraz reżyser.

## Życiorys

### Wczesne lata
Biagio Anthony Gazzara urodził się w Nowym Jorku jako syn sycylijskich imigrantów – dekarza i stolarza Antonio Gazzary i Angeli (z domu Cusumano). W 1948 ukończył St. Simon Stock High School w nowojorskim Bronksie (wcześniej uczył się w Stuyvesant High School). Naukę kontynuował na wydziale elektrotechniki w New York City College i The New York School of Social Research. Aktorstwa uczył się w Actors Studio.

### Kariera
W 1953 zadebiutował udaną rolą Jocko de Parisa na broadwayowskiej scenie, w przedstawieniu Skończony jako człowiek (End as a Man), za którą otrzymał nagrodę Theatre World. Następnie zagrał w sztukach Tennessee Williamsa: Kotka na gorącym blaszanym dachu (Cat On A Hot Tin Roof, 1955–56) w reżyserii Elii Kazana i Kto się boi Wirginii Woolf? (Who’s Afraid of Virginia Woolf?, 1976; nominacja do nagrody Tony i Drama Desk Award) oraz w spektaklach: Kapelusz pełen deszczu (A Hatful of Rain, 1955–56), Nocny cyrk (The Night Circus, 1958) i Dziwne interludium (Strange Interlude, 1963) z Jane Fondą.
Po gościnnym udziale w serialach, zadebiutował w dramacie Dziwny jeden (The Strange One, 1957). W dramacie kryminalnym Otto Premingera Anatomia morderstwa (Anatomy of a Murder, 1959) z Jamesem Stewartem i Lee Remick zagrał postać podporucznika Fredericka Maniona. Kreacja adwokata Paula Bryana w serialu NBC Uciekaj, jeśli ci życie miłe! (Run For Your Life, 1965–68) przyniosła mu trzy nominacje do nagrody Złotego Globu i dwie nominacje do nagrody Emmy. Reżyserował m.in. dwa filmy telewizyjne NBC Columbo: Przyjaciel w sprawie (A Friend in Deed, 1974) i Zmartwione wody (Troubled Waters, 1975). Za rolę majora Franka Hallswortha w historycznym dramacie wojennym Inchon (1981) z udziałem Laurence’a Oliviera i Jacqueline Bisset oraz za postać Brada Wesleya w dramacie sensacyjnym Wykidajło (Road House, 1989) z Patrickiem Swayze i Samem Elliottem był nominowany do Złotej Maliny jako najgorszy aktor drugoplanowy. Jako Bruneri / Canella w dramacie kryminalnym Prawdziwy skandal (Uno scandalo perbene, 1984), do którego napisał scenariusz i wyreżyserował Pasquale Festa Campanile, zdobył nominację do David di Donatello dla najlepszego aktora.
Występował także na małym ekranie, m.in. w melodramacie CBS Pocałunki i kłamstwa (Lies Before Kisses, 1991) z Jaclyn Smith i Gregiem Eviganem. Za jego rolę Nicka w telewizyjnym dramacie HBO Histeryczna ślepota (Hysterical Blindness, 2002) z Umą Thurman, Geną Rowlands, Juliette Lewis i Justinem Chambersem został uhonorowany nagrodą Złotego Globu.
Spotykał się z Audrey Hepburn i Elaine Stritch. W latach 1951–57 był żonaty z Louise Erickson. 25 listopada 1961 poślubił Janice Rule, z którą ma córkę Elizabeth. 28 stycznia 1982 doszło do rozwodu. 27 lutego 1982 ożenił się po raz trzeci z Elke Stuckmann.
Zmarł 3 lutego 2012 w nowojorskim szpitalu, w 23. rocznicę śmierci swego wielkiego przyjaciela, Johna Cassavetesa, na raka trzustki w wieku 81 lat.

## Wybrana filmografia
- Anatomia morderstwa (1959) – jako podporucznik Frederick Manion
- Most na Renie (1969) – jako sierżant Angelo
- Jeśli dziś wtorek, to jesteśmy w Belgii (1969) – jako gracz w karty
- Mężowie (1970) – jako Harry
- Śmierć binarna (1972) – jako Steven Graves
- Capone (1975) – jako Al Capone
- Przeklęty rejs (1976) – jako Morris Troper
- Zabójstwo chińskiego bukmachera (1976) – jako Cosmo Vitelli
- Premiera (1977) – jako Manny Victor
- Krwawa linia (1979) – jako Rhys Williams
- Saint Jack (1979) – jako Jack Flowers
- Inchon (1981) – jako mjr Frank Hallsworth
- Śmiechu warte (1981) – jako John Russo
- Historia zwykłego szaleństwa (1981) – jako Charles Serking
- Wczesny mróz (1985) – jako Nick Pierson
- Kamorysta (1986) – jako Profesor
- Wykidajło (1989) – jako Brad Wesley
- Miłość, honor i posłuszeństwo (1993) – jako Joseph Bonanno
- Spisek (1997) – jako wiceprezydent Saxon
- Hiszpański więzień (1997) – jako Mr. Klein
- Illuminata (1998) – jako Flavio
- Happiness (1998) – jako Lenny Jordan
- Oko w oko z życiem (1998) – jako Jimmy Brown
- Big Lebowski (1998) – jako Jackie Treehorn
- Afera Thomasa Crowna (1999) – jako Andrew Wallace
- Mordercze lato (1999) – jako Luigi
- Po prostu uwierz (2000) – jako Ellicott Winslowe
- Bardzo wredne typki (2000) – jako Gino Minetti
- Histeryczna ślepota (2002) – jako Nick Piccolo
- Dogville (2003) – jako Jack McKay
- Jan Paweł II (2005) – jako kard. Agostino Casaroli
- Zakochany Paryż (2006) – jako Ben
- 13 (2010) – jako Schlondorff